# NGC 2832
NGC 2832 je galaksija u zviježđu Risu.

## Vanjske poveznice
- SEDS: NGC 2832